# Café Hummel

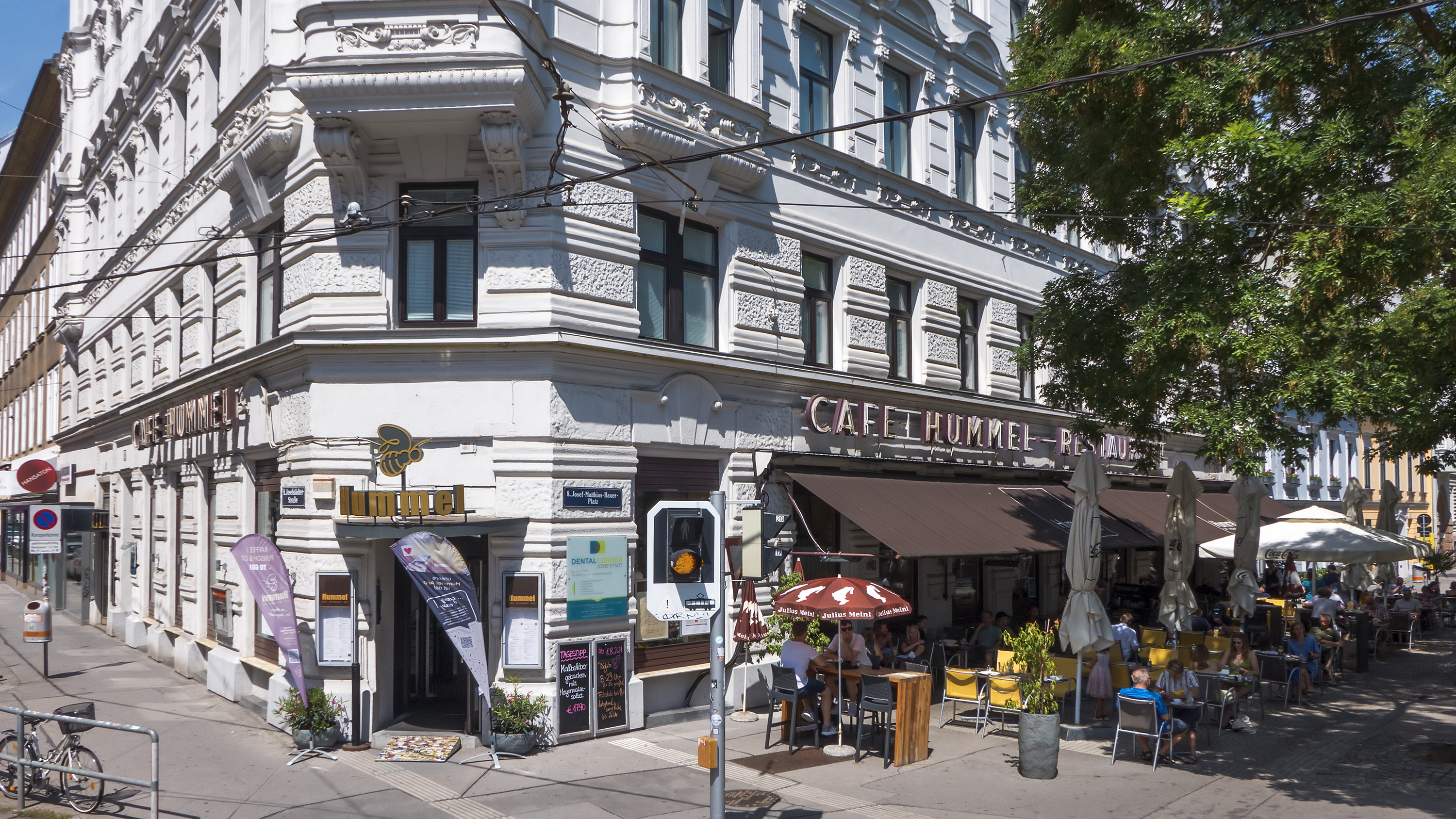
Café Hummel (2021)

Das Café Hummel ist ein Traditionskaffeehaus im 8. Wiener Gemeindebezirk in der Josefstädter Straße 66. Es gehört zu den größten der rund 1100 Kaffeehäuser in Wien.

## Geschichte
Das Café Hummel hieß ursprünglich Café Parsival (auch als Café Parsifal belegt) und wurde als solches in den 1870er Jahren eröffnet. 1935 übernahm es Karl Hummel, dessen Familie seither das Kaffeehaus führt. 1967 trat Georg Hummel mit seiner ungarischstämmigen Frau Erzsébet die Nachfolge des Vaters an. Georg ließ 1973 das Café zu einem Café-Restaurant erweitern und in der Folge mehrmals umbauen. So wurde das Josefstüberl, ein kleineres Nachtlokal, angegliedert und 2001 ein Clubraum mit SAT-Fernsehen und Liveübertragungen für Sportfreunde sowie Möglichkeiten für Schach- und Kartenspieler eröffnet. Seit 2005 führt die Tochter von Georg und Erzsébet, Christina Hummel, das Café Hummel. 2012 ist das Kaffeehaus einer Innenrenovation unterzogen worden.

## Ambiente, Publikum

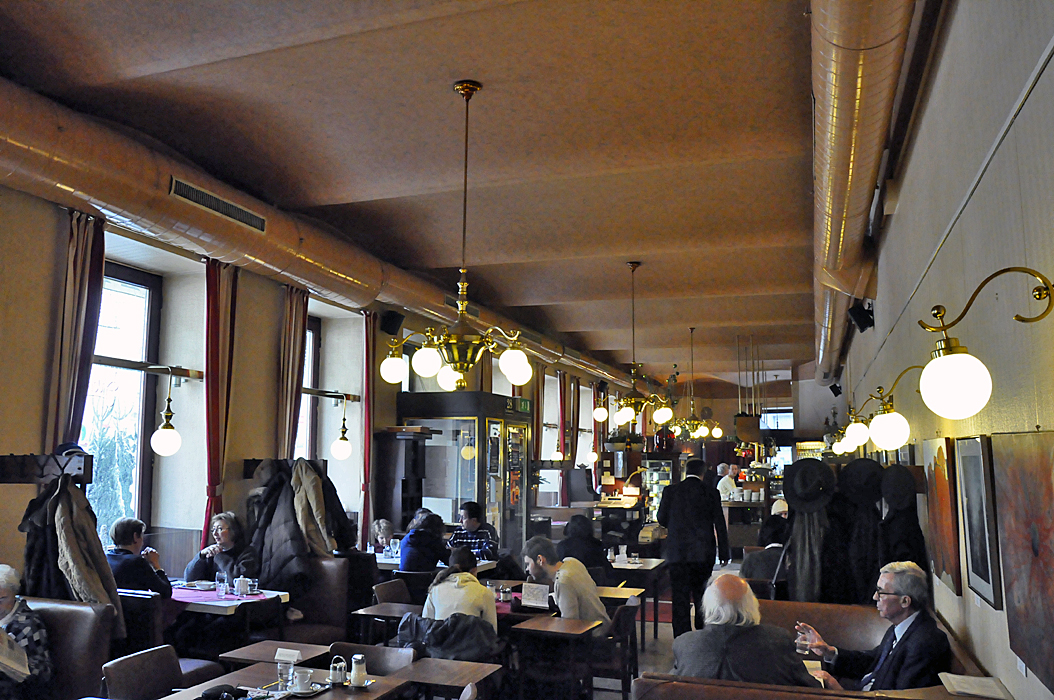
Innenansicht um 2009 vor der Innenrenovation

Die Einrichtung des Café Hummel erinnert durch seine mit braunem Kunstleder bezogenen Sitzmöbel an die 1970er Jahre. Alte Postkartenvergrößerungen mit Motiven aus der Parsival-Zeit verzieren die Wände. Seit 1. Mai 2017 ist das Lokal ein Nichtraucherlokal. Im Sommer gibt es einen großen Schanigarten mit Markise vor der Straßenfront zur Fußgängerzone. Das Café Hummel, das keinen Ruhetag kennt und auch an Feiertagen geöffnet hat, serviert Speisen aus der umfangreichen Karte, als Spezialitäten gelten das Gulasch und die vegetarische Küche.
Das Publikum, dem eine große Auswahl an internationalen Zeitungen zur Verfügung steht, setzt sich aus bürgerlichen Anrainern, Künstlern und jungen Leuten zusammen. Schon zu Zeiten des Café Parsival besuchten bekannte Künstler regelmäßig das Kaffeehaus, so der österreichische Schriftsteller und Theaterkritiker Robert Musil, der zusammen mit dem Kunsthistoriker Bruno Fürst, dem Schriftsteller Oskar Maurus Fontana, dem Dramatiker Franz Theodor Csokor und dem schlesischen Textilindustriellen Hans Hubert Pinkus dort und später im Hummel regelmäßig von 1934 bis 1938 den Stammtisch bildeten.
Das Café Hummel ist auch in neuerer Zeit oft Schauplatz kultureller Ereignisse und Lesungen. Im Rahmen der Wiener Kriminacht 2006 hielt zum Beispiel Adi Hirschal dort eine Lesung.